# Borys (Baranow)
Borys, imię świeckie Michaił Michajłowicz Baranow (ros. Михаил Баранов; ur. 14 września 1964 w Tugolesskim Borze) – rosyjski biskup prawosławny.

## Życiorys
W latach 1982–1984 odbywał zasadniczą służbę wojskową. Następnie podjął studia na wydziale historycznym Instytutu Pedagogicznego w Kołomnie. Będąc studentem, w wieku 26 lat, ochrzcił się. W 1992 r. wstąpił do prawosławnego bractwa przy soborze Odnowienia Świątyni Zmartwychwstania Pańskiego w Tutajewie i był z nim związany przez dwa lata. 
12 lutego 1994 r. w soborze Fiodorowskiej Ikony Matki Bożej w Jarosławiu został wyświęcony na diakona przez arcybiskupa jarosławskiego i rostowskiego Micheasza. 20 marca tego samego roku przyjął święcenia kapłańskie. Służył w cerkwi św. Michała Archanioła w Sawinskim (obwód jarosławski). W latach 1994–2000 uczył się w seminarium duchownym w Moskwie, równocześnie w latach 1995–1998 będąc nauczycielem historii w prawosławnej szkole. Od 1996 r. do 2004 r. nauczał historii i pełnił obowiązki inspektora w szkole duchownej w Jarosławiu.
2 kwietnia 1998 r. złożył wieczyste śluby mnisze na ręce arcybiskupa jarosławskiego Micheasza, w monasterze Świętych Borysa i Gleba w Borisoglebskim, przyjmując imię zakonne Borys na cześć świętego księcia Borysa. Od 1999 do 2003 r. służył w cerkwi Objawienia Pańskiego w Jarosławiu. Następnie od 2003 do 2007 r. był kapelanem żeńskiego monasteru Kazańskiej Ikony Matki Bożej w Daniłowie (obwód jarosławski). W 2005 r. otrzymał godność ihumena. W tym też roku objął stanowisko kierownika katedry teologii Jarosławskiego Państwowego Uniwersytetu Pedagogicznego, gdzie również wykładał historię Kościoła w starożytności. W 2017 r. uzyskał na uczelni stopień starszego wykładowcy. W latach 2007–2017 służył w cerkwi Kazańskiej Ikony Matki Bożej w Tutajewie, będąc równocześnie wykładowcą kursów dla katechetów w eparchii rybińskiej. W 2015 r. objął stanowisko prorektora seminarium duchownego w Jarosławiu ds. pedagogicznych. W 2017 r. został również proboszczem parafii św. Nikity w Jarosławiu.
30 maja 2019 r. Święty Synod Rosyjskiego Kościoła Prawosławnego nominował go na biskupa niekrasowskiego, wikariusza eparchii jarosławskiej. W związku z tą nominacją został podniesiony do godności archimandryty. 11 lipca 2019 r. w monasterze Wałaam miała miejsce jego chirotonia biskupia, której przewodniczył patriarcha moskiewski i całej Rusi Cyryl.
W 2020 r. został przeniesiony na katedrę kostomukszańską.